# Skaubryn
El MS Skaubryn fue un buque de pasajeros noruego botado en 1950 que navegaba entre Europa y Australia. Se hundió en el océano Índico en abril de 1958, tras un incendio.

## Hundimiento
El 14 de marzo de 1958, el Skaubryn partió de Bremerhaven con 1.288 pasajeros a bordo. El 31 de marzo, mientras se encontraba en el océano Índico, se produjo un incendio que se extendió rápidamente, aunque todos los pasajeros lograron evacuar el barco sanos y salvos en sus botes salvavidas. Un pasajero murió debido a un ataque cardíaco mientras aún estaba en un bote salvavidas. Afortunadamente, el mar estaba en calma. 
El primer barco en acudir en su rescate fue el carguero Małgorzata fornalska de la Polish Ocean Lines. La tripulación, los pasajeros y las personas rescatadas fueron trasladados al transatlántico City of Sydney de la Ellerman Lines, pero no pudieron proporcionarles alojamiento. Al día siguiente, llegó el transatlántico de pasajeros Roma de Lloyd Triestino y todos los pasajeros fueron trasladados a él.
El incendio del Skaubryn causó grandes daños en la superestructura delantera y central, mientras que la popa permaneció intacta. Se intentó remolcarlo hasta Adén, primero con el HMS Loch Fada y luego con el remolcador holandés Cycloop, pero el Skaubryn fue haciendo agua poco a poco y finalmente se hundió el 6 de abril de 1958.